# Mark Moses
Mark Moses, all'anagrafe Mark W. Moses (New York, 24 febbraio 1958), è un attore statunitense.

## Biografia
Ha lavorato sia al cinema sia in televisione, anche se raramente con ruoli di primo piano. 
Nel 2001 appare nel primo episodio di Star Trek: Enterprise, quinta serie televisiva live-action del franchise di fantascienza Star Trek e prequel della serie classica, Prima missione, in cui interpreta Henry Archer, padre del capitano Jonathan Archer, oltre che inventore del motore a curvatura 5, cioè il primo in grado di raggiungere velocità di curvatura 5, e progettista della nave stellare Enterprise NX-01, la prima a esplorare la galassia. In precedenza aveva interpretato anche l'alieno Naroq, un vice investigatore della sicurezza dei Kesat, nell'episodio della sesta stagione della serie Star Trek: Voyager, Enigmi (Riddles, 1999).
Tra il 2004 e il 2011 interpreta il personaggio di Paul Young, in 59 episodi della serie televisiva Desperate Housewives.

## Filmografia parziale

### Cinema
- Platoon, regia di Oliver Stone (1986)
- Chi protegge il testimone (Someone to Watch Over Me), regia di Ridley Scott (1987)
- The Silence at Bethany, regia di Joel Oliansky (1988)
- Nato il quattro luglio (Born on the Fourth of July), regia di Oliver Stone (1989)
- Zombie News (Dead Men Don't Die), regia di Malcolm Marmorstein (1991)
- Deep Impact, regia di Mimi Leder (1998)
- Tre canaglie e un galeotto (Treehouse Hostage),  regia di Sean McNamara (1999)
- Red Dragon, regia di Brett Ratner (2002)
- After the Sunset, regia di Brett Ratner (2004)
- FBI: Operazione tata (Big Momma's House 2), regia di John Whitesell (2006)
- Carriers - Contagio letale (Carriers), regia di Àlex e David Pastor (2009)
- Cercasi amore per la fine del mondo (Seeking a Friend for the End of the World), regia di Lorene Scafaria (2012)
- Il potere dei soldi (Paranoia), regia di Robert Luketic (2013)
- Cesar Chavez, regia di Diego Luna (2014)
- Fear, Inc., regia di Vincent Masciale (2016)
- Mapplethorpe, regia di Ondi Timoner (2018)
- Bombshell - La voce dello scandalo (Bombshell), regia di Jay Roach (2019)
- Reagan - Un presidente sotto i riflettori (Reagan), regia di Sean McNamara (2024)

### Televisione
- Grand – serie TV, 20 episodi (1990)
- Un detective in corsia (Diagnosis: Murder) - serie TV, 2 episodi (1994-1995)
- Rough Riders, regia di John Milius – miniserie TV (1997)
- Star Trek: Voyager - serie TV, episodio 6x06 (1999)
- CSI - Scena del crimine (CSI: Crime Scene Investigation) - serie TV, episodi 1x10, 13x10 (2000-2012)
- Ally McBeal – serie TV, 2 episodi (2001-2002)
- Star Trek: Enterprise - serie TV, episodi 1x01-1x02 (2001)
- Boomtown - serie TV, 1 episodio (2002)
- West Wing - Tutti gli uomini del Presidente (The West Wing) - serie TV, episodio 5x09 (2003)
- Desperate Housewives – serie TV, 57 episodi (2004-2011)
- Senza traccia (Without a Trace) – serie TV, episodio 5x16 (2007)
- Law & Order - Unità vittime speciali - serie TV, episodi 9x14-18x16-26x02 (2008-2024)
- Ghost Whisperer - Presenze (Ghost Whisperer) – serie TV, episodio 5x07 (2009)
- Castle – serie TV, episodio 2x08 (2009)
- Tempesta di ghiaccio (Ice Twisters), regia di Steven R. Monroe – film TV (2009)
- Human Target - serie TV, 1 episodio (2010)
- CSI: Miami - serie TV, 1 episodio (2010)
- The Closer - serie TV, 1 episodio (2011)
- Criminal Minds – serie TV, episodi 7x01, 8x24 (2011)
- The Killing – serie TV, 9 episodi (2012)
- CSI: NY - serie TV, episodio 9x08 (2012)
- Common Law – serie TV, episodio 1x04 (2012)
- Mad Men – serie TV, 22 episodi (2007-2015)
- Elementary – serie TV, episodio 1x11 (2013)
- Manhattan – serie TV, 8 episodi (2014)
- Homeland - Caccia alla spia (Homeland) – serie TV, 7 episodi (2014)
- The Last Ship – serie TV, 17 episodi (2015-2018)
- Mr. Robot - serie TV, episodio 2x08 (2016)
- Incorporated - serie TV, 4 episodi (2016)
- Salvation - serie TV, 7 episodi (2017-2018)
- Man Seeking Woman - serie TV, 4 episodi (2017)
- Law & Order True Crime - serie TV, 3 episodi (2017)
- La Regina del Sud - serie TV, 3 episodi (2019)
- Deputy – serie TV, 11 episodi (2020)
- The First Lady - serie TV, episodio 1x01 (2022)
- Daily Alaskan (Alaska Daily) – serie TV, 3 episodi (2022-2023)
- Che Todd ci aiuti (So Help Me Todd) - serie TV, 4 episodi (2022-2024)
- The Hunting Party - serie TV (2025)

## Doppiatori italiani
Nelle versioni in italiano delle opere in cui ha recitato, Mark Moses è stato doppiato da:
- Vittorio De Angelis in Chi protegge il testimone, Nato il quattro luglio, CSI - Scena del crimine (ep. 1x10)
- Danilo De Girolamo in Desperate Housewives, Criminal Minds (ep. 7x01), Carriers - Contagio letale
- Roberto Draghetti in Blue Bloods, The Killing, Elementary
- Teo Bellia in Platoon, Castle
- Saverio Indrio in Law & Order - Unità vittime speciali (ep. 9x14), Manhattan
- Pasquale Anselmo in Grey's Anatomy, Human Target
- Edoardo Nordio in Mad Men, Tempesta di ghiaccio
- Massimo De Ambrosis in Bombshell - La voce dello scandalo, Law & Order - Unità vittime speciali (ep. 26x02)
- Riccardo Rossi in Perry Mason: L'arte di morire
- Luca Ward in Avventura nello spazio
- Giorgio Locuratolo in FBI: Operazione tata
- Massimo Rossi in Un detective in corsia
- Bruno Slaviero in Ally McBeal
- Fabrizio Pucci in Law & Order - Unità vittime speciali (ep. 18x16)
- Sergio Di Giulio in Boomtown
- Mario Cordova in CSI: Miami
- Francesco Prando in Senza traccia
- Romano Malaspina in CSI: NY
- Antonio Sanna in Ghost Whisperer - Presenze
- Dario Penne in The Closer
- Maurizio Reti in Criminal Minds (ep. 8x24)
- Lucio Saccone in Homeland - Caccia alla spia
- Oliviero Corbetta in Scandal
- Massimo Bitossi in The Last Ship
- Carlo Valli in Salvation
- Sergio Lucchetti in Quando L'amore bussa in ufficio
- Luca Biagini in Deputy
- Andrea De Nisco in Reagan - Un presidente sotto i riflettori